# NGC 367
NGC 367 est une galaxie spirale barrée située dans la constellation de la Baleine. NGC 367 a été découverte par l'astronome américain Frank Müller en 1886.

## Caractéristiques
Sa vitesse par rapport au fond diffus cosmologique est de 7 386 ± 45 km/s, ce qui correspond à une distance de Hubble de 108,9 ± 7,7 Mpc (∼355 millions d'al).